# Charinus carinae
Espèce
Charinus carinae est une espèce d'amblypyges de la famille des Charinidae.

## Distribution
Cette espèce est endémique de l'État de Rio de Janeiro au Brésil. Elle se rencontre vers Arraial do Cabo.

## Description
La carapace des mâles mesure 4,06 mm de long sur 6,00 mm et 4,81 mm de long sur 7,12 mm.

## Étymologie
Cette espèce est nommée en l'honneur de Carine Cristina Gonçalves Galvão.

## Publication originale
- Miranda, Giupponi, Prendini & Scharff, 2021 : « Systematic revision of the pantropical whip spider family Charinidae Quintero, 1986 (Arachnida, Amblypygi). » European Journal of Taxonomy, no 772, p. 1–409 (texte intégral).